# كيفن ويلسون (كاتب)
كيفن ويلسون (بالإنجليزية: Kevin Wilson)‏ هو كاتب ومؤلف أمريكي، ولد في 1978 في سواني في الولايات المتحدة.

## وصلات خارجية
- كيفن ويلسون على موقع IMDb (الإنجليزية)